# Sociedad Lorca Foot-ball Club
La Sociedad Lorca Foot-ball Club fue un equipo de fútbol situado en Lorca (Región de Murcia) se Fundó en 1901 por Manuel José Pelegrín y Dunn y fue disuelto en 1928.

## Historia
Manuel José Pelegrín y Dunn (originario de Newcastle) crea la Sociedad Lorca Foot-ball Club en 1901 y los colores elegidos son el Negro y Blanco en honor al Newcastle United F.C. ese mismo año juega su primer partido contra el Águilas Sporting Club, perdió 0-2, tras este partido se originaría una rivalidad entre ambos equipos. El 7 de febrero de 1904 vuelve a jugar un partido contra el Águilas Sporting perdiendo 0-1, se jugó en el Campo de Los Llanos de Santa Quiteria, su primer estadio.En 1911 se juega un partido contra el Murcia F.C. en Espinardo. En junio de 1916 el club presenta la Guía del Referee con diagramas de la regla del Off-Side y un glosario. Debido a la preocupación escrupulosa entre los miembros de la junta, en 1918 proclaman a Manuel José Pelegrín y Dunn (conocido como Manny Pelegrín) como director técnico del club. El 25 de julio muere Manny Pelegrín en Lorca debido a una uremia.

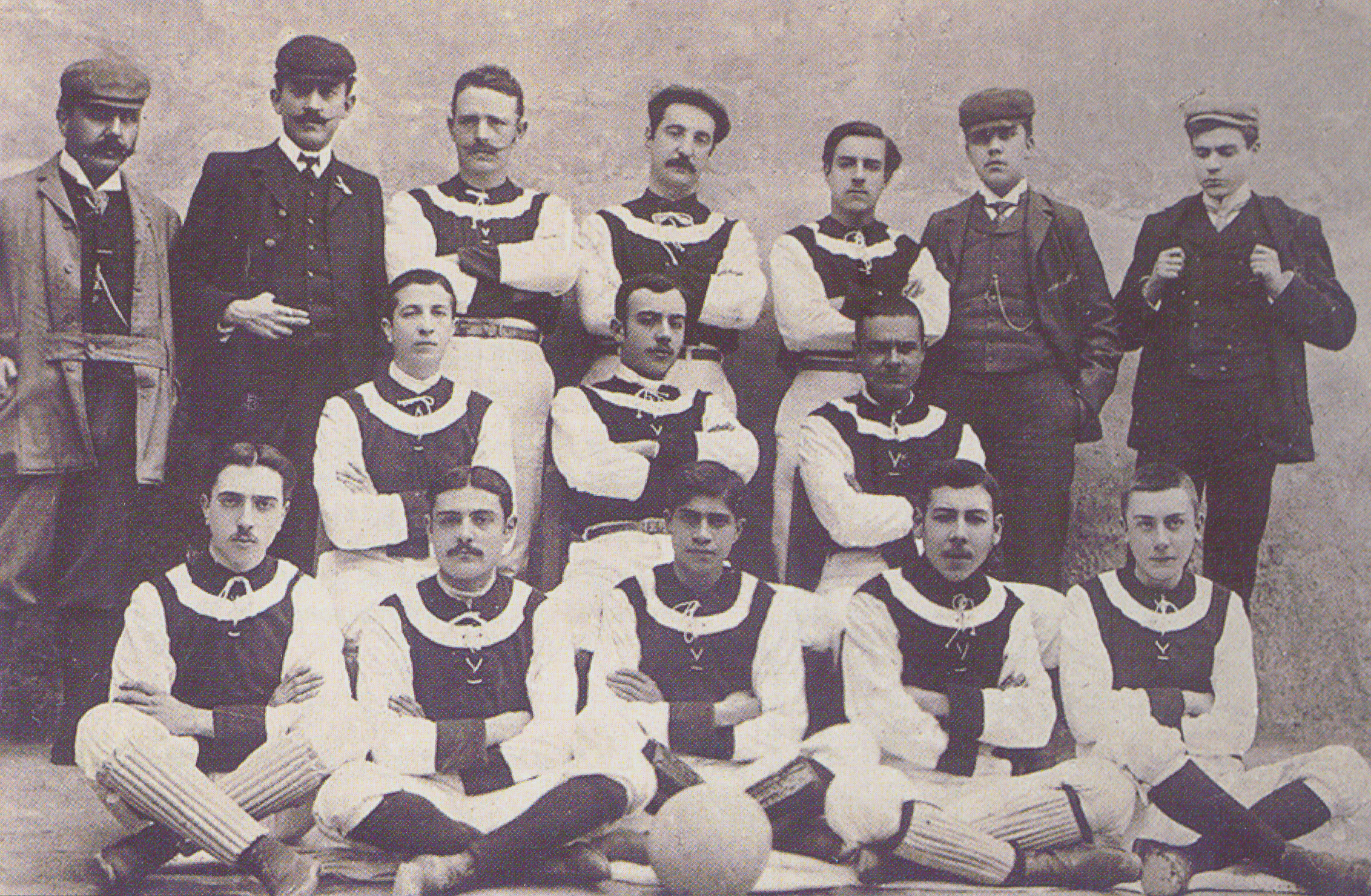
Sociedad Lorca Foot-ball Club en el año 1901.

El club pasa por una crisis durante 2 años, hasta que Miguel Castellar se convierte en nuevo director técnico del club. El 25 de noviembre se forma la Federación Levantina de Clubs de Football con la constitución de campeonato regional en donde se inscribe el Lorca, pero, no decide participar debido al fallecimiento reciente de Manny Pelegrín. En 1922 surge un rival, la Unión Deportiva Lorca, formado por los mejores jugadores del Campeonato Regional,Este equipo jugaría amistosos contra equipos de Águilas y Totana. En junio de 1924 se forma la Federación Murciana de Football tras que la Federación Levantina de Clubs de Football se separe.El 9 de julio el Lorca se inscribe en la federación. También cambia los colores a azul y blanco en honor a la Semana Santa de Lorca. El día 12 de octubre se inaugura el Campo de Futbol de la Rueda en un partido entre el Cartagena C.F. y el Lorca gana el partido. También desaparece la Unión Deportiva Lorquina. El 24 de noviembre se proclama campeón de Segunda Categoría tras ganar contra el Stadium Cartagena.
Cuando llega a primera categoría en 192<6 queda entablado con el Cartagena C.F., Real Murcia y Carthago (de Cartagena), el Lorca queda último.Dos años después, la junta decide disolver el equipo tras desvanecidas entre la junta, la clausura del campo por parte de la federación y por una deuda de 200 pesetas.

## Uniforme

### Evolución del Uniforme
| 1901 - 1904 | 1904-1924 | 1924 - 1928 |

## Palmarés
- Trofeo Playa y Sol 1924
- Segunda Categoría 1924